# Alopecosa hokkaidensis
Alopecosa hokkaidensis är en spindelart som beskrevs av Tanaka 1985. Alopecosa hokkaidensis ingår i släktet Alopecosa och familjen vargspindlar. Inga underarter finns listade i Catalogue of Life.